# Mestni arheološki muzej, Bologna
Mestni arheološki muzej v Bologni (italijansko Museo Civico Archeologico di Bologna) je v Palači Galvani na ulici Arhigimnazije (via dell'Archiginnasio) 2, Bologna, Italija. Palača je bila nekoč znana kot Bolnišnica smrti (Ospedale della Morte).
Muzej je bil ustanovljen septembra 1881 z združitvijo muzeja Univerze v Bologni, naslednika Sobe antikvitet (Stanza delle Antichità) Akademije znanosti, ki jo je ustanovil Luigi Ferdinando Marsili leta 1714, in muzeja mesta Bologna, obogatenega z zbirko antikvitet umetnika Pelagia Palagija (1860) in številnimi najdbami, odkritimi med izkopavanji v okolici Bologne. 
V muzeju je nekaj najpomembnejših arheoloških najdb v Italiji in najdb iz Bologne in njene okolice od prazgodovine do rimskega obdobja. V muzeju je tudi ena od najpomembnejših egipčanskih zbirk v Evropi. Od leta 1972 do 2012 je muzej gostil več kot 150 razstav s poudarkom na arheologiji in umetnosti.

## Zbirke

### Prazgodovina
Razstavljeni so predmeti iz spodnjega paleolitika (pred skoraj 700.000 leti) do pozne bronaste dobe (10. stoletje pr. n. št.). Iz paleolitika so predvsem predmeti iz kremena in kamna: dvorezne sekire,  konice in strgala. Predmeti iz mezolitika (pred 11.000 leti) in neolitika (pred 4.500 do 3.000 leti) so bolj redki. Najdbe  iz bronaste dobe so pogostejše. Mednje spadajo številne keramične posode, orodja iz kosti, rogov in kovine in livni kalupi iz prve polovice 2. tisočletja pr. n. št. Najdbe izvirajo iz Italije, Evrope in od drugod.

### Etruščani
Ta del muzeja prikazuje gradivo iz izkopavanj v bolonjski regiji od 19. do sredine 20. stoletja. Prikazan je razvoj etruščanske civilizacije od antičnega naselja  (9. stoletje pr. n. št.) do  ustanovitve mesta Felsina na mestu sedanje Bologne (sredina 6. in 5. stoletje pr. n. št.).
Iz najstarejšega obdobja etruščanske Bologne (od 9. do sredine 6. stoletja pr. n. št.) so predmeti iz približno 4.000 grobov: stožčaste žare, predmeti za osebno rabo, orodja, lončenina in bronasti vrči. Iz urbane faze Felsine (sredina 6. do začetka 4. stoletja pr. n. št.) so  predvsem grobni pridatki: fini grški vrči za vino in luksuzni predmeti kot sta velik svečnik in  stol iz slonovine. Omeniti je treba tudi Certosovo situlo, prefinjeno bronasto posodo, okrašeno z vojaškimi, vsakdanjimi in verskimi prizori.
Posebna soba je posvečena vilanovski kulturi Verucchia, največjega mesta v Romagni v zgodnji železni dobi. Razstavljena je knežja grobnica z značilnimi majhnimi ploščani za daritve, porcelan in prestol z lesenim podnožnikom. Vsi predmeti so odlično ohranjeni.

### Kelti
Etruščanska družba v Bologni se je končala na začetku 4. stoletja pr. n. št. z invazijo Keltov, ki so zasedli velik del Italije severno od Apeninov in Marke. V bolonjski regiji so se naselili Boi. V keltski zbirki so razstavljene najpomembnejše najdbe iz keltskih nekropol v Bologni. Najbolj značilni predmeti so tradicionalno keltsko železno orožje in etruščanska fina keramika.

### Lapidarij
Velik del lapidarija je namenjen rimskim nagrobnikom iz Bologne in njene okolice iz 1. stoletja pr. n. št. do sredine 2. stoletja n. št. Posebno zanimiv je kip cesarja Nerona iz sredine 1. stoletja n. št. Odkrili so ga v porušenem rimskem gledališču na Piazza de' Celestini. Na dvorišču muzeja so miljniki z rimske ceste Via Aemilia. 

### Grška zbirka
Razstavljeni so najbolj reprezentativni predmeti iz Palagijeve zbirke, med njimi glava Lemnoške Atene in marmorna kopija Fidijinega bronastega kipa iz 5. stoletja pr. n. št. Med drugimi marmornimi kipi je največ rimskih kopij izvirnih grških del. Razstavljena je tudi zelo bogata zbirka grške keramike. Večina predmetov je bila izdelana v Atiki in Magni Graecii. Pomembna je tudi zbirka nakita in gem. 

### Rimska zbirka
V muzeju je ena od največjih zbirk steklene posode in bronastih predmetov za vsakdanko rabo kot so ključi, lonci, igle, žlice, zvonci, uteži, tehtnice in fina keramika. Iz rimskega obdobja so predvsem marmorni kipi in poslovni dokumenti rimskih trgovin. Iz zgodnjega krščanskega obdobja so slonokoščeni diptihi in ciboriji, okrašeni z verskimi in vsakdanjimi motivi.  

### Egipčanska zbirka
V egipčanski zbirki je razstavljenih približno 3.500 predmetov, kar jo uvršča med najpomembnejše zbirke v Evropi. Razstavljeni so sarkofagi, stele, ušabtiji, pogrebni instrumenti, amuleti in pisni dokumenti. Zbirka je urejena kronološko od Starega kraljestva do ptolemajskega obdobja.  Veliko predmetov je iz Horemhebove grobnice v Sakari (13. stoletje pr. n. št.).

### Numizmatična zbirka
V numizmatični zbirki je okoli 100.000 kovancev in medalj. Med najpomembnejše spadajo rimski kovanci od Rimske republike do imperialnega obdobja, primerki iz italijanskih kovnic in papeški medaljoni. 

### Zbirka mavčnih odlitkov
V zbirki so mavčni odlitki slavnih grških in rimskih kipov.

## Druge dejavnosti
Muzej ima oddelek za izobraževanje, specializirano knjižnico s čitalnico, zgodovinski arhiv, arhiv fotografij, restavratorsko delavnico, prostore za občasne razstave, konferenčno dvorano in knjigarno.

## Vir
- "Archaeological Museum of Bologna". Archaeological Museum of Bologna. Pridobljeno 1. februarja 2017.